# Caloría vacía

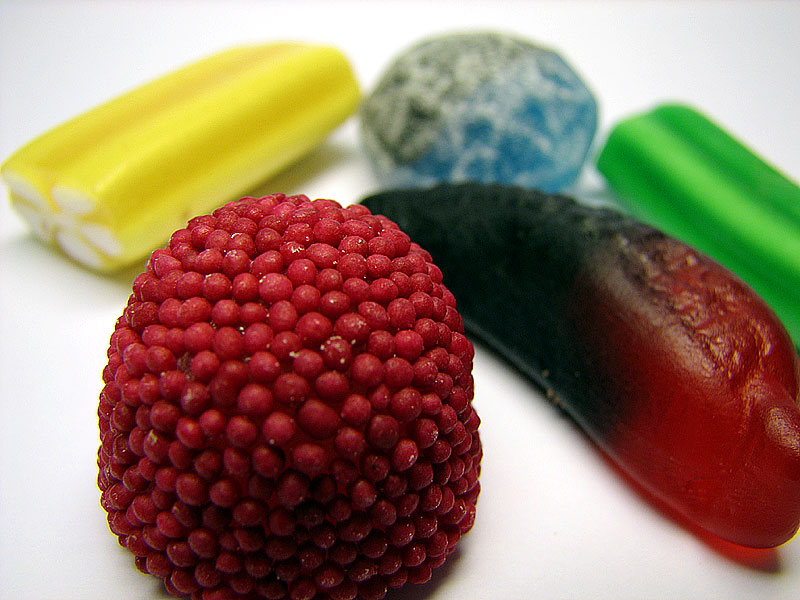
Un ejemplo de alimento que aporta principalmente caloría y poco nutrientes esenciales

El término caloría vacías (también descritas de forma negativa como calorías huecas o muertas) se aplica a los a alimentos que aportan fundamentalmente energía pero pocos o ningún otro nutriente como pueden ser proteínas, fibra no absorbibles, minerales, vitaminas, etc.

## Ejemplos
Se suele usar este calificativo con los azúcares simples ya que su función es fundamentalmente energética. Los polisacáridos como el almidón, que son el componente mayoritario de las harinas estaría con más dificultad en esta definición ya que su composición es más compleja e incluye cierto porcentaje de proteínas. En ocasiones también se refieren a las grasas ya que contienen aproximadamente el doble de calorías por gramo que los azúcares, aunque su composición sea más compleja incluyendo habitualmente ácidos grasos esenciales, triglicéridos, colesterol y  vitaminas liposolubles (principalmente vitamina A y D). 
También se incluye en esta definición las bebidas alcohólicas.

## Consecuencias
El consumo prologado reducido exclusivamente a calorías vacías conduciría a estados carenciales. Cuando se consumen calorías vacías hay que compensar esa carencia de otros nutrientes con otros alimentos, con lo que puede ser posible que aumente en exceso las calorías totales. Por otro lado la eliminación completa de la dieta de hidratos de carbono conduce a la cetosis y puede conducir a la hipoglucemia a los diabéticos. 
Además de la mala proporción de nutrientes, las altas cantidades de glúcidos pueden aumentar las necesidades de vitaminas del grupo B, relacionadas con el metabolismo.
Las calorías vacías suelen contener elevadas proporciones de carbohidratos de absorción rápida como los mono y disacáridos, y de lípidos poco saludables como las grasas saturadas y trans. Tanto los carbohidratos de absorción rápida como las grasas saturadas, cuando se consumen en exceso, favorecen el desarrollo de obesidad y de diabetes mellitus.